# 東京スバル
東京スバル（とうきょうスバル）は、東京都文京区に本社を置くSUBARUのディーラーで、同社の完全子会社である。

## 沿革
- 1952年11月 - 中央スバル自動車株式会社設立[3]
- 1966年1月 - 東京スバル自動車株式会社設立[3]
- 1999年
  - 5月11日 - 中央スバル自動車が100%出資してスバル販売株式会社設立[4]
  - 9月30日 - スバル販売が中央スバル及び東京スバルより営業譲受[4]
  - 10月1日 - スバル販売が東京スバルに改称、中央スバルは富士重工を存続会社として吸収合併[4]
- 2025年4月 - 東京スバルが山梨スバルを統合して(新)東京スバルに統合[5]

## 店舗
新車取扱店と中古車取扱店がある。
渋谷区恵比寿にある恵比寿店はSUBARU本社社屋内（ヱビススバルビル1F）にあるが、東京スバルの本社ならびにその機能は上述の文京区本郷にある。
かつてはポルシェの正規ディーラー「ポルシェセンター浜田山」を運営していたが、2018年10月にコーンズ子会社の株式会社C.P.S.に譲渡し、ポルシェ販売から撤退した。